# كلايف فورستر
كلايف فورستر (بالإنجليزية: Clive Forrester)‏ هو لاعب بولينغ أمريكي، ولد في 3 سبتمبر 1911، وتوفي في 27 فبراير 1992.